# Rombicosaedro
In geometria, il rombicosaedro è un poliedro stellato uniforme avente 50 facce - 30 quadrate e 20 esagonali - 120 spigoli e 60 vertici, avente per figura al vertice un antiparallelogramma.

## Inviluppo convesso
L'inviluppo convesso del rombicosaedro, spesso indicato con il simbolo U56, è un icosaedro troncato non uniforme.
| Icosaedro troncato (facce regolari) | Inviluppo convesso (esagoni isogonali) | Rombicosaedro |

## Coordinate cartesiane
Le coordinate cartesiane per i vertici del rombicosaedro sono date da tutte le permutazioni pari di:
{\displaystyle \left(\,\pm \varphi ^{-2},\,0,\,\pm \varphi ^{2}\,\right)}
{\displaystyle \left(\,\pm 1,\,\pm 1,\,\pm {\sqrt {5}}\,\right)}
{\displaystyle \left(\,\pm 2,\,\pm \varphi ^{-1},\,\pm \varphi \,\right)}
dove {\displaystyle \varphi ={\tfrac {1+{\sqrt {5}}}{2}}} è la sezione aurea.

## Poliedri correlati
Il rombicosaedro condivide la disposizione dei vertici con i composti uniformi di 10 e di 20 prismi triangolari, mentre condivide la disposizione degli spigoli con l'icosidodecadodecaedro, con cui ha in comune le facce esagonali, e con il rombidodecadodecaedro, con cui ha in comune le facce quadrate.
| Inviluppo convesso | Rombidodecadodecaedro                | Icosidodecadodecaedro                |
| Rombicosaedro      | Composto di dieci prismi triangolari | Composto di venti prismi triangolari |

### Rombicosacrono
Il rombicosacrono è un poliedro isoedro non convesso, nonché il duale del rombicosaedro, avente 60 facce intersecanti, tutte a forma di antiparallelogramma, come quella qua sotto riportata:
Le facce hanno due angoli interni di ampiezza pari a {\displaystyle \arccos \left({\frac {3}{4}}\right)\approx 41,40962^{\circ }} e due di ampiezza pari a {\displaystyle \arccos \left(-{\frac {1}{6}}\right)\approx 99,59407^{\circ }}, mentre le lunghezze dei loro lati, uguali a due a due, posta la lunghezza degli spigoli del rombicosaedro pari a 1, sono uguali a {\displaystyle {\frac {5{\sqrt {6}}-{\sqrt {30}}}{10}}\approx 0,67702} e {\displaystyle {\frac {5{\sqrt {6}}+{\sqrt {30}}}{10}}\approx 1,77247}.